# Алгонкински народи в Мериленд
Алгонкинските народи в Мериленд са обособена група от местното население на Северна Америка, която говори близки езици класифицирани към Алгонкинското езиково семейство. Когато първите европейски изследователи и колонисти посещават южен Мериленд, между Потомак, Чесапийк Бей и полуостров Делмарва, включително два окръга на Вирджиния, 9 окръга на Мериленд и част от Делауеър, срещат група племена говорещи Алгонкински езици. Територията на тези племена граничи на североизток с делаварите, на северозапад с някои ирокезки племена и на юг с алгонкинските племена във Вирджиния. Част от източния бряг на Вирджиния е заета от акомак. Някои групи, които живеят на границата с Мериленд са свързани с покомоките. Групите живеещи от Атлантическата страна на Мериленд не са свързани политически по между си. Най-големите племена в този регион са асатеаго, нантикок и чоптанк, живеещи на едноименните реки. Малко известните уикомис и токуог първо са отбелязани на реките Честър и Сасафрас. Останалите племена в Южен Мериленд, с изключение на патуксент са свързани с коной. Коной и техните подразделения живеят от двете страни на Потомак и обикновено се наричат със своето ирокезко име – пискатауей.

## Култура
Малко се знае за езика на племената живеещи в Мериленд, но от оскъдните източници става ясно, че са говорели Алгонкински езици. Ранната история на Мериленд не дава ясна представа също и за племенната идентификация и формираните съюзи между отделните племена. Обикновено всяка група се идентифицира със селото, което заема. В резултат на това имената често се променяли, тъй като постоянно се появяват нови села, а други изчезват. Появата на политически междуплеменни съюзи води до по-добрата организираност на племената. Коной, асатеаго и акомак включват по няколко групи, всяка ръководена от вожд, които е подчинени на върховен вожд наричан от англичаните „император“. Нантикок също имат такъв „император“, на който са подчинени няколко племена. Покомоките от друга страна също включват няколко групи, но техният вожд е наричан само „крал“. Чоптанк имат няколко вожда. Понякога племенният вожд е жена, тъй като позицията на вожда се наследява по майчина линия. Върховният вожд ръководи Племенния съвет.
Културно тези племена са част от източната култура на алгонкинските народи, само че с някои несъществени разлики. Препитанието им до голяма степен зависи от местообитанието. Тези, които живеят по брега, ловят риба, морски бозайници и събират морски дарове. Също така отглеждат царевица и други култури, а в близките възвишения ловуват диви животни и събират растения. Тези живеещи във вътрешността разчитат повече на лова и събирането. Дрехите им са направени от кожи и обикновено включват набедреник за мъжете и престилки за жените. Обичат да боядисват лицата и телата си. Селата им са строени по брега на някоя река и са доста компактни и добре подредени. Едно село обикновено се състои от 10 до 30 варелоподобни вигвама покрити с кора или тръстика. Селата, които се намират близо до ирокезите са силно укрепени.

## История
За пръв път Мерилендските алгонкини срещат европейците през 1580те, но колонизацията на региона започва с основаването на Джеймстаун през 1607 г. По това време местните племена са под постоянните атаки на саскуеханок. След сключването на мирен договор с ирокезите през 1650те започва постепенната колонизация на Мериленд. Политиката на колонията спрямо алгонкинските племена се изразява в сключването на формални договори с тях. Нантикоките подписват последователно няколко договора през 1668 г., 1678 г., 1687 г., 1693 г., 1705 г., 1722 г. и 1742 г.: Покомоке в 1678 г., 1692 г., 1722 г. и 1742 г.: Коной подписват през 1666 г., 1670 г., 1692 г. и 1700 г.: Асатеаго през 1668 г., 1678 г., 1705 г., 1722 г. и 1742 г.: Чоптанк и други племена по крайбрежието подписват през 1659 г. и само чоптанк през 1705 г.: Патуксент подписват общи договори заедно с чоптанк, матауоман и памунки през 1640 г., 1692 г. и 1700 г. Акомак никога не са подписвали договор с Вирджиния или Съединените щати.
Още с основаването на Мериленд, уикомис и нантикок са обявени за врагове на колонията, която изпраща срещу тях съюзниците си саскуеханок. Накрая, след тъй наречената Война Уикомис през 1669 г. останките от племето са депортирани на Барбадос. Заселниците завземат изоставените земи и започват да притискат все повече и повече останалите в близост индианци. След 1676 г. много от тях напускат района. Тези, които остават започват да се обединяват. Така след 1674 г. повечето патуксент се сливат с чоптико. През 1697 г. повече от 300 коной напускат Южен Мериленд и се установяват първо в Бул Рън Маунтън, а после на Харисън Айлънд в река Потомак. Тук престояват до 1704 г., след което се преместват далеч нагоре по Потомак, където ги застига епидемия, която драстично намалява числеността им. През 1711 г. оцелелите живеят на Хийтърс Айлънд, по-късно се преместват на Саскуехана, а през 1743 г. се присъединяват към Шестте нации на Гранд Ривър. Коной, които остават в Мериленд, през 1749 г. живеят заедно с нантикоките при устието на Хуанита. През 1755 г. двете племена се преместват на река Ченанго, близо до Бирмингам в Ню Йорк. След 1758 г. те се сливат и образуват едно племе.
Нантикоките, които остават на Броуд Крийк в Мериленд се преместват в територията на ирокезите в Пенсилвания. Постепенно в Мериленд почти не остават индианци. Няколкото резервата създадени за тези, които не искат да напуснат родината си, след години са продадени. В началото на 21 век малки общности все още живеят близо до бившите резервати, но така са се смесили с другото население на региона, че е невъзможно да се определят като индианци.

## Исторически алгонкински племена в Мериленд
- Акомак – в района на Кингс Крийк.
- Асатеаго – в района на Чинкотеаго Бей.
- Коной – северно от река Потомак.
- Нантикок – в басейна на река Нантикок.
- Патуксент – северно от река Потомак.
- Покомоке – по река Покомоке.
- Токуог – по река Сасафрас.
- Уикомис – по река Честър.
- Уикокомоко – по река Литъл Уикокомико.
- Чоптанк – в басейна на река Чоптанк.